# 司令官レオンの覇道
『司令官レオンの覇道』（しれいかんレオンのはどう）は、著者・築地俊彦、イラスト・風瑛なづきのライトノベル。単行本は富士見書房より発売されている。

## ストーリー
国立新武高等学校では、歴史上の武人の生まれ変わりである転生者が、召喚した兵士同士を戦わせる決闘対戦が日々行われていた。
そんな新武高校に参謀として転校してきた少年・軽野健流。彼を参謀にしたいと申し出たのは、ナポレオン・ボナパルトの生まれ変わりでありながら、校内ランク最下位の劣等生・名波斗・N・レオンだった。2人は校内ランク1位を目指すことになる。

## 登場人物
軽野 健流（かるの たける）
本作の主人公。参謀として転校してきた少年。2年4組在籍。いつも二番手で終わってしまう（本人曰く「二番病」）ことに悩んでおり、何かで一番になりたいと思っている。
名波斗・N・レオン（なばと・N・レオン）
本作のヒロイン。ナポレオン・ボナパルトの転生者。健流のクラスメイト。小柄で幼児体型の少女。傲岸不遜な性格。校内ランク最下位の劣等生。健流を参謀にする。
董 多久美（とう たくみ）
董卓の転生者。丁寧で物腰が柔らかく、スタイル抜群の令嬢。成績優秀で、校内ランク8位の実力を持つ。レオンとは不仲。
二瀬・フリーダ・凍紀（にせ・フリーダ・とうき）
校内ランク3位の少女。冷静沈着な性格。フリードリヒ二世の転生者。
頼 さつき（らい さつき）
健流の担任教師。長身の美女だが、目つきが悪く、いい加減な態度が目立つ。キセルを使用している。

## 用語
転生者（リバーサー）
歴史上の武人の生まれ変わり。この者達は全員、駒となる兵隊を召喚する特殊能力を持つ。
参謀（スタッフ）
私生活で、転生者の話し相手や遊び相手をする役割を持つ者。本来、転生者1人につき、1人配属される。
国立新武高等学校（こくりつしんぶこうとうがっこう）
転生者の為に設立された高校。

## 書籍
1. 2012年10月20日 ISBN 978-4-8291-3815-1